# Sant Ildefons (monestir de l'Escorial)
Sant Ildefons és un quadre d'El Greco. Consta amb el número 275 en el catàleg d'obres fet per l'especialista Harold Wethey. Actualment es conserva al Monestir de l'Escorial
Aquesta pintura és el pendant del Sant Pere (Monestir de l'Escorial). Aquestes dues obres no apareixen citades a la descripció del Monestir, realitzada pel pare Francisco de los Santos l'any 1657, però sí que ho són a l'inventari de l'any 1698. Per tant, ambdós llenços degueren entrar a l'Escorial entre les dues dates esmentades.
Amb aquest llenç i el seu pendant, El Greco inicia la seva etapa final, després de la fase de les pintures del Retaules d'Illescas. En aquesta nova etapa prevalen el cànon allargat, la deformació, un major barroquisme i una inusitada llibertat pictòrica. La indumentària esdevé valuosa per si mateixa, al marge de la seva funció representativa. El dibuix, tot i ésser perfecte, és superat pel color i per la qualitat de les textures.

## Anàlisi
Oli sobre llenç; 222 x 105 cm.; circa 1608; Monestir d'El Escorial, Comunitat de Madrid.
Aquesta obra va ser retallada en la part superior, i potser també lateralment. Per tant, la forma corba superior del llenç es veu interrompuda. La casulla groga i daurada amb folre rosat contrasta amb l'alba i amb el mantell de color verd viu, al mig del bàcul pastoral
Aquest llenç sembla més contingut que el seu pendant –Sant Pere– degut en part a que la vestimenta de Sant Ildefons exigeix major precisió representativa. Tanmateix, la forma de representar la part superior del bàcul pastoral, el celatge i els brocats, és comparable a la del la peça esmentada. Nogensmenys, mentre el cap de Sant Pere s'alçava desafiant, aquí el rostre de Sant Ildefons s'inclina meditativament, tot i que mostra idèntica fermesa de carácter.

## Procedència
- Església de San Vicente, Toledo (fins circa 1660)